# Annick Boer
 (janvier 2019).
Si vous disposez d'ouvrages ou d'articles de référence ou si vous connaissez des sites web de qualité traitant du thème abordé ici, merci de compléter l'article en donnant les références utiles à sa vérifiabilité et en les liant à la section « Notes et références ».
Annick Boer, née le 22 mars 1971 à Hilversum,, est une actrice et chanteuse néerlandaise.

## Filmographie

### Cinéma et téléfilms
- 1994 : SamSam : Sandra
- 1995 : Het Zonnetje in Huis (nl) : Suzan
- 1995 : SamSam : Cindy
- 1996 : Het Zonnetje in Huis (nl) : L'assistant du médecin
- 1998 : SamSam (nl) : Shanti
- 1999 : Westenwind (nl) : Jasmijn
- 2001 : Baantjer : Mascha de Boer
- 2003 : Het Zonnetje in Huis (nl) : Jacqueline
- 2005 : Toen was geluk heel gewoon (nl) : Els
- 2006 : Boks (nl) : Bloemiste
- 2007 : Grijpstra & De Gier (nl) : Puk
- 2009 : De hoofdprijs (nl) : Cindy van Wijk
- 2011 : Kanniewaarzijn (nl) : Diverses rôles
- 2013 : Danni Lowinski (nl) : Tineke
- 2016 : Wat een poppenkast! (nl) : Eva Jinek
- 2016 : Flikken Maastricht : La Barman

## Théâtre

### Pièces et comédies musicales
- 1993 : The Sunshine Boys : Zuster Cox
- 2001-2002 : Titanic : Alice Beane
- 2003 : Nonsens : Zuster Amnesia
- 2003 : Dolfje Weerwolfje : Madame Kruijtjes
- 2007-2008 : Doe Maar! : Ria
- 2009-2010 : Ja zuster, nee zuster : Zuster Klivia
- 2010 : Ik hield van Hitler : Fille de Winifred
- 2010-2011 : Into the Woods : Cendrillon
- 2012-2013 : Yab Yum Het Circus van de Nacht : Angel